# Federico Fernández de Buján
Federico Fernández de Buján Fernández (Lugo, 1956) es un jurista, escritor y columnista en prensa. Catedrático de Derecho Romano en la UNED. 
Es académico de la Real Academia de Doctores de España, de la Sección de Derecho y Socio de número de la Sociedad Erasmiana de Málaga, Académico correspondiente de la Real Academia de Jurisprudencia y Legislación de España; Académico correspondiente de la Real Academia de Ciencias, Bellas letras y Nobles Artes de Córdoba; y Miembro de The American Society of Diplomacy and Political Sciences. 
Estudioso, en especial, en las siguientes materias: Derecho de las obligaciones y los contratos en Roma y Derecho vigente; Biojurídica y Bioética; lenguaje y Derecho; daño y responsabilidad; planes de estudio y metodología universitaria; El proceso contra Jesús.

## Biografía

### Primeros años y formación académica
Inició sus estudios de bachillerato en el colegio de los Hermanos Maristas en Lugo. A los trece años se trasladó, junto a sus padres y su hermano Antonio a Madrid. En la capital de España, estudiará en el colegio del Buen Consejo, de los Agustinos. En aquella época se aficionó al atletismo, concretamente al campo a través, y con cuatro de sus amigos se proclamaron subcampeones de Madrid.

### Trayectoria académica
Se licenció en Derecho, en la Universidad Autónoma de Madrid, con la calificación media de sobresaliente, en 1980.
En primer curso de la carrera conoce a la que será su mujer, Rosana Diez-Canseco, y son padres de cinco hijas: Rosana, María Victoria, Irene, Teresa y Rocío, Fernández de Buján Diez-Canseco. Y se formó como aprendiz de jurista, bajo el Magisterio de eminentes Catedráticos, entre otros: Juan Antonio Carrillo Salcedo, José Luis Pérez de Ayala, Aurelio Menéndez, Manuel Amorós Guardiola, Elías Díaz García, Emilio Gómez-Orbaneja, Antonio Ortega Carillo de Albornoz, Luis Díez-Picazo, y Gonzalo Rodríguez Mourullo.
Ingresa por oposición en el Cuerpo Jurídico del Ejército en 1981. Su único destino es el de Secretario Académico y profesor de Derecho Constitucional de la Escuela de Estudios Jurídicos de la Defensa, desde 1982 a 1989. Queda en situación de excedencia al obtener la plaza de Profesor Titular de Universidad en la UNED. 
Su hermano Antonio Fernández de Buján,-hoy Catedrático en la Universidad Autónoma de Madrid, ilustre jurista y Académico de número de la Real Academia de Jurisprudencia y Legislación de España- le animó a proseguir su vocación universitaria y le ayudó siempre en su trayectoria académica. En 1982 comienza como docente en la Facultad de Derecho de la Universidad Pontifica Comillas, ICADE, en la que continúa su formación junto a grandes universitarios, entre los que destacan: Rafael Garay, José María Castán Vázquez y José María Díaz Moreno.
A través de Fernando Reinoso Barbero  -con quien discurre su andadura universitaria- y desde el mismo inicio de su Doctorado se convierte en discípulo del Profesor Manuel J. García Garrido. y con el que permanece a su lado, 40 años, y asisten juntos a más de 120 Congresos internacionales.
Doctor en 1986  en la Universidad Nacional de Educación a Distancia (UNED) con la calificación de “cum laude” por unanimidad. En 1989 obtuvo la plaza de Profesor Titular en la misma Universidad, y en 1994 consiguió la Cátedra en la Universidad de Las Palmas de Gran Canaria. En 1999, obtuvo por concurso oposición la Cátedra de Derecho Romano de la UNED, culminando su carrera académica.

#### Publicaciones y labor investigadora
Es autor de 17 libros, 176 estudios entre capítulos de obras colectivas y artículos en Revistas romanísticas, civilistas, iusprivatistas y otras sedes académicas y ventiún prólogos, epílogos, recensiones y Laudatio. 
Tiene reconocidos cinco sexenios por la Agencia Nacional de Evaluación de la Calidad y Acreditación.
Sus publicaciones abarcan estudios de Derecho Romano, Derecho civil, Derecho privado, Derecho comparado, Biojurídica y Bioética. Entre sus libros jurídicos pueden destacarse:
- Coautor (con 14 capítulos de los 18 Capítulos de la obra) del Manual Derecho privado romano y su proyección en el Código civil.
- Coautor del Manual Diritto romano e Diritto Attuale.
- El Derecho, creación de Roma. Meditaciones universitarias de un Académico.[5]
- Sistema Contractual Romano.[6]
- La vida. Principio rector del Derecho.[7]
- Nociones Jurídicas Básicas.[8]
- Fundamentos Clásicos de la Democracia y la Administración.[9]
- La consensualidad en Derecho Romano y en el Código civil.[10]
- Roma. Un viaje histórico por sus regímenes políticos y su civilización.
- Manuel Jesús García Garrido. Romanista, Jurista y Maestro. Diputado constituyente y Rector.
- Coautor del Manual Il diritto romano dopo Roma. Attraverso la modernità, a cura di Antonio Palma. G. Giappichelli Editore  Torino 2022
- La reforma de los estudios de Derecho. Su valoración y análisis histórico y comparado.
- Contribución al estudio de la Tutela Testamentaria Plural en Derecho Romano.

#### Asociaciones a las que pertenece
- Académico de Número de la  Real Academia de Doctores de España. Toma posesión el 14 de noviembre de 2018, con la Medalla n.º 13. Propuesto por los Académicos Gustavo Suárez Pertierra, Juan José Aragón Reyes y Francisco Morales Domínguez. Le contesta, representando a la Real Academia, D. José Manuel Cuenca Toribio.
- Socio de Número, de la Sociedad Erasmiana de Málaga. Toma posesión el 24 de septiembre de 2019. Propuesto por el presidente de la Sociedad D. Quintín Calle Carabias y por  D. D. José Manuel Cuenca Toribio, que además le contesta.
- Vicepresidente de la Sección Derecho Romano de la Real Academia de Jurisprudencia y Legislación de España.
- Vicepresidente de la Sección de Derecho Iberoamericano de la Real Academia Jurisprudencia y Legislación de España.
- Consiliario general de la Real y Pontificia Congregación de la Purísima de la Real Academia Jurisprudencia y Legislación.
- Académico correspondiente de la Real Academia Jurisprudencia y Legislación  de España.
- Académico correspondiente de la Real Academia de Ciencias, Bellas letras y Nobles Artes de Córdoba.

#### Discípulos y Tesis Doctorales dirigidas.
-22 personas se consideran discípulos suyos, entre ellos 5 italianos, un portugués y un polaco. De entre los mismos sobresale la Profesora Titular en la UNED Ana Mohino, actualmente Decana de la facultad de Derecho de la UNED.
-Director de 15 Tesis Doctorales todas calificadas con sobresaliente cum laude por unanimidad, 4 de ellas con mención de “Premio extraordinario” y 3 en universidades italianas. Dirige en la actualidad 4 Tesis Doctorales en curso de elaboración. 

#### Pertenencia a Comités científicos internacionales y Consejos editoriales.
-Vocal del Comitato direttivo dell’ Asssociazione Internazionale di ricerca Storico-Giuridica e Comparatistica, ARISTEC. Roma.
-Vocal del Comitato scientifico y del Comitato di redazione della Rivista “Studia et Documenta Historia et Iuris (SDHI)”. Pontificia Università Lateranense. Città del Vaticano.
-Vocal del Comitato scientifico della Collana “Pubblicazioni del Dipartimento di Diritto Privato e Storia del Diritto” (Sezione di Diritto romano e Diritti dell'antichità), della Università degli Studi di Milano.
-Vocal del Comitato di redazione della Rivista “European Legal Roots”. Edizioni Libellula. Lecce.
-Vocal del Comitato scientifico dell’ Associazione "Ravenna Capitale". Ravenna.
-Vocal del Comitato scientifico della Rivista “Tesserae Iuris”. Parma. 
-Vocal del Comitato scientifico de la Rivista “L-Ius”. Centro studi Rosario Livatino. Roma. 
-Vocal del Comitato scientifico della Collana “Diritto, Politica, Civiltà”. Editoriale Satura. Napoli.
-Vocal del Centro di Ricerca Interateneo “Cultura romana del Diritto e sistemi giuridici contemporanei” dell` Università Magna Graecia. Catanzaro.
-Vocal del Comitato scientifico della Collana “Diritto senza tempo (enlace roto disponible en Internet Archive; véase el historial, la primera versión y la última).”. G. Giappichelli. Torino.
-Vocal del Comitato scientifico Collegivm Ivris Romani “Copanello” omnibvs gentibvs constitvtvm. Catanzaro.
-Vocal del Comitato scientifico della “Collana Ravenna Capitale”. Maggioli Editorie. Ravenna.
-Vocal del Comitato di redazione della Rivista russa-italiana “Ius Antiquum”. Moscú. Rusia.
-Vocal del Comitato scientifico della Collana "Radices” dell`Universidad dell’Insubria. Varese.
-Vocal del Comitato scientifico della Collana "Immagini del Diritto tra antico e moderno”. Torino.
-Vocal del Comitato scientifico della Collana “Le vie del diritto”. Gioacchino editore. Roma.
-Vocal del Comitato scientifico della Collana “Diritto senza tempo"  G. Giappichelli. Torino.
-Vocal del Comité científico de la Revista Campania Sacra. Ed. Pontificia Facoltà Teologica dell'Italia Meridionale. Napoli. 
-Vocal del Comité científico de la Collana “Cultura e Sistemi”. Ed. Rubbettino. Catanzaro.
-Vocal del Consejo de Dirección de la “Revista General de Derecho Romano”. IUSTEL. Madrid.
-Vocal de la Comisión de Ética de la Investigación de la UNED.
-Vocal del Consejo de redacción de la Revista Española de Derecho militar. 
-Vocal del Comité científico de la Revista “Ius Romanum” de la Universidad de Sofía. Bulgaria.
-Vocal del Comité científico de la Revista VERGENTIS (Cátedra Internacional Inocencio III, de las Universidades del Laterano y Murcia).
-Vocal de la Commissione giudicatrice di Dottorato di ricerca. “Sezione Diritto Europeo sulla base storico comparatistica", Università Roma TRE, desde el curso 2006/07 hasta el 2014/15.
-Vocal de los Comités organizadores de los “Colloquio Giuridico Internazionale” promovidos por el Istituto Utrumque Ius, de Pontificia Università Lateranense, desde el año 2008 al 2012.
-Miembro del Consejo Asesor de la Revista de la Facultad de Derecho de la UNED. Madrid.
-Miembro del Comité científico de la Revista Derechos humanos y Educación. Madrid.
-Miembro del Comitato scientifico della Collana “Il diritto nell'età globale” G. Giappichelli, Torino.
-Miembro del Comité científico de la de la Colección de monografías “Dogmática y jurisprudencia” de la “Fundación Universitaria Española”, Madrid.
-Miembro del Comité científico de la Colección de monografías “Ius publicum, ius privatum, ius commune” de la “Fundación Universitaria Española”, Madrid. 
-Presencia asidua en más de veinte Universidades italianas, impartiendo Conferencias, Lecciones y participando en Congresos, Seminarios de Profesores e cursos de Doctorado.
-Atribución de enseñanza e investigación en distintos Ateneos italianos, como Visiting Professor, así en las Universidades de Insubria (enero 2022) y de Salerno (octubre 2023).
-Miembro del Comité científico de la Colección de “Monografías “Derecho Romano y Cultura Clásica” de la Editorial Dykinson, Madrid. 
-Vicedirector del Comité científico de la Revista “Ihering, Cuadernos de ciencias jurídicas y sociales” de la “Fundación Universitaria Española”, Madrid.

#### Presencia en Tribunales de oposición de plazas universitarias, de tesis de doctorado, congresos y en cursos de verano.
-Ponente en más de 170 Congresos, Seminarios internacionales y extranjeros. 
-Presidente o Vocal de 11 Tribunales de Cátedras y Titularidades en Universidades españolas; y de 2 Tribunales de Prof. Ordinario y de 3 de Prof. Associato en Universidades italianas. 
-Director de 43 Cursos de verano, Jornadas y Congresos científicos.
-Presidente o Vocal de más de 35 Tribunales de Tesis Doctorales en Universidades españolas y en 24 Tribunales de Doctorado en Universidades italianas. 

#### Otros méritos
Director del Departamento de Derecho Romano de la UNED durante los años 2000 a 2016 y del 2020 a la actualidad. 
Coordinador General de “Diccionario Jurídico. El Derecho". (2500 voces y más de 100 colaboradores); y de la obras “Miscelánea Romanística, I y II”, (2001) y “Nueva Miscelánea Romanística”, (2006) de M.J. García Garrido.
Miembro de todas las Comisiones de Plan de Estudios de Derecho en la UNED constituidas desde 1993 hasta su finalización en 2000; de la Junta de Facultad durante seis mandatos y en la actualidad y del Claustro Universitario de la UNED.
Coordinador del Tercer Ciclo en el Programa de Doctorado del Departamento de 1995 a 2005 y vocal del Doctorado de Derecho y Ciencias Sociales en la UNED desde su creación a la actualidad.
Coeditor (con el Prof. Francesco Fasolino) del Manual Diritto romano e Diritto Attuale. Casi e regole. G. Giappichelli. Torino 2023.

### Escritor y columnista en prensa.

#### Ensayos y obras literarias
- Jesús callaba. La renuncia al propio derecho.[15]
- La primacía del corazón. Amar más allá de la razón.[16]
- La historia de los Reyes Magos[17].
- El viaje de los Reyes Magos. Historia de mi Navidad.[18]

#### Articulista.
- Articulista quincenal con su columna “Inter Nos” del periódico “ABC” desde enero de 2014 hasta la actualidad con más de 110 colaboraciones, entre Terceras, Tribunas y columnas.
- Ha sido articulista semanal con su columna “La Goleta” del periódico "La Voz de Galicia", desde abril de 2005 hasta diciembre de 2013, con más de 210 artículos publicados.